# Kayf Tara

Kayf Tara (1994-2022) est un cheval de course pur-sang anglais. S'exprimant sur longues distances, il a été élu trois fois stayer de l'année en Europe.

## Carrière de courses
Acquis yearling pour 210 000 guninées, Kayf Tara arrive après la bataille classique de sa génération, puisqu'il ne se produit que deux fois à l'été 1997. Après une rentrée victorieuse à 4 ans, en mai, il est dirigé vers les longues distances et change de casaque, d'entraîneur et de jockey : portant désormais les couleurs de la jeune écurie Godolphin, qui rassemble les meilleurs chevaux des différents membres de la famille Al Maktoum, il rejoint les boxes de Saeed bin Suroor tandis que Lanfranco Dettori devient son partenaire attitré. La nouvelle association ne tarde pas à se mettre en évidence. Après un premier essai face aux cadors des longues distances dans les Henry II Stakes, apanage de Persian Punch, en il les met à la raison dans la plus belle des courses pour stayers, la Gold Cup d'Ascot, une encolure devant Double Trigger. En trois semaines, Kayf Tara a pris le pouvoir. Pourtant les lendemains déchantent quelque peu, Kayf Tara ne parvenant pas à enchaîner durant l'été. Mais il retrouve la forme en septembre du côté du Curragh en s'offrant un deuxième groupe, le Irish St Leger. Ces deux succès lui assurent le titre de stayer européen de l'année.  
L'année 1999 est l'annus mirabilis de Kayf Tara : le champion remporte quatre courses, et dans chacune il ne fait pas dans le détail, infligeant un minimum de quatre longueurs à ses adversaires, et même huit dans l'Irish St Leger, au palmarès duquel il inscrit son nom pour la seconde fois. Annus mirabilis, ou presque : la plus belle lui échappe, Kayf Tara ne parvenant pas à conserver son titre dans la Gold Cup, où son échec étonne au regard de son écrasante domination dans le registre des longues distances. Cet accroc ne l'empêche pas de rafler un deuxième titre de stayer européen de l'année. À 6 ans, Kayf Tara n'a rien perdu de sa superbe, et applique le tarif habituel à ses challengers pour sa rentrée dans la Yorkshire Cup : quatre longueurs. En quête d'un nouveau sacre dans la Gold Cup, il parvient à ses fins mais au prix d'une lutte épique avec l'outsider Far Cry, qui ne s'incline que d'une tête. Ce triomphe est aussi un adieu : blessé à l'été, Kayf Tara reçoit depuis sa récente retraite un troisième titre de stayer européen de l'année, une première dans l'histoire des Cartier Racing Awards.  

### Résumé de carrière
| Date         | Hippodrome  | Pays        | Course                 | Statut      | Distance    | Jockey            | Place       | Écart       | Vainqueur ou deuxième |
| 1997, 3 ans  | 1997, 3 ans | 1997, 3 ans | 1997, 3 ans            | 1997, 3 ans | 1997, 3 ans | 1997, 3 ans       | 1997, 3 ans | 1997, 3 ans | 1997, 3 ans           |
| ------------ | ----------- | ----------- | ---------------------- | ----------- | ----------- | ----------------- | ----------- | ----------- | --------------------- |
| 14 juillet   | Windsor     | Royaume-Uni | Maiden                 |             | 2 000 m     | Kieren Fallon     | 2e / 16     | 2           | Masharik              |
| 25 juillet   | Ascot       | Royaume-Uni | Maiden                 |             | 2 000 m     | Michael Kinane    | 1er / 8     | 3           | Shaya                 |
| 1998, 4 ans  |             |             |                        |             |             |                   |             |             |                       |
| 10 mai       | Haydock     | Royaume-Uni | Condition Stakes       |             | 2 400 m     | John Carroll      | 1er / 9     | 5           | Street General        |
| 25 mai       | Sandown     | Royaume-Uni | Henry II Stakes        | Gr. 3       | 3 200 m     | Lanfranco Dettori | 3e / 11     | 1           | Persian Punch         |
| 18 juin      | Ascot       | Royaume-Uni | Gold Cup               | Gr. 1       | 4 000 m     | Lanfranco Dettori | 1er / 16    | encolure    | Double Trigger        |
| 30 juillet   | Goodwood    | Royaume-Uni | Goodwood Cup           | Gr. 2       | 3 200 m     | Lanfranco Dettori | 5e / 9      | 3           | Double Trigger        |
| 23 août      | Deauville   | France      | Prix Kergorlay         | Gr. 2       | 3 000 m     | Lanfranco Dettori | 4e / 8      | 2           | Arctic Owl            |
| 19 septembre | Curragh     | Irlande     | Irish St Leger         | Gr. 1       | 2 800 m     | John A. Reid      | 1er / 7     | 2           | Silver Patriarch      |
| 1999, 5 ans  |             |             |                        |             |             |                   |             |             |                       |
| 23 mai       | Longchamp   | France      | Prix Vicomtesse Vigier | Gr. 2       | 3 200 m     | Sylvain Guillot   | 1er / 10    | 4           | Tajoun                |
| 17 juin      | Ascot       | Royaume-Uni | Gold Cup               | Gr. 1       | 4 000 m     | Gary Stevens      | 3e / 17     | 4           | Enzeli                |
| 29 juillet   | Goodwood    | Royaume-Uni | Goodwood Cup           | Gr. 2       | 3 200 m     | Lanfranco Dettori | 1er / 7     | 4           | Three Cheers          |
| 22 août      | Deauville   | France      | Prix Kergorlay         | Gr. 2       | 3 000 m     | Lanfranco Dettori | 1er / 5     | 5           | Invermark             |
| 18 septembre | Curragh     | Irlande     | Irish St Leger         | Gr. 1       | 2 800 m     | Lanfranco Dettori | 1er / 5     | 8           | Yavana's Pace         |
| 2000, 6 ans  |             |             |                        |             |             |                   |             |             |                       |
| 18 mai       | York        | Royaume-Uni | Yorkshire Cup          | Gr. 2       | 2 800 m     | Lanfranco Dettori | 1er / 8     | 4           | Rainbow Ways          |
| 22 juin      | Ascot       | Royaume-Uni | Gold Cup               | Gr. 1       | 4 000 m     | Michael Kinane    | 1er / 11    | tête        | Far Cry               |

## Au haras
La longue carrière d'étalon de Kayf Tara, qui l'emmènera jusqu'à la saison de monte 2020, se déroule à Overbury Stud, où il rencontre une jumenterie exclusivement orientée vers les courses d'obstacles. Il a remarquablement réussi dans ce registre, devenant l'un des étalons les plus en vue, dont le tarif est passé de £ 3 000 en 2001 à £ 10 000 à partir de 2017. Kayf Tara meurt le 8 décembre 2022, à 28 ans.  

## Origines
Kayf Tara est né dans la pourpre. Il est l'un des multiples champions engendrés par l'illustre Sadler's Wells, l'un des reproducteurs les plus influents de son temps. 
Sa mère, Colorspin, a été élevée en France par Meon Valley Stud, dont elle deviendra un pilier. Elle a compté parmi les meilleures pouliches de sa génération : quatrième des Oaks, elle a trouvé la consécration classique dans les Irish Oaks, qu'elle remporta facilement. Décevante par la suite, elle quitta la compétition à la fin de son année de 3 ans pour devenir une fabuleuse poulinière, mère de seize produits entre 1988 et 2008, dont trois lauréats de groupe 1 : 
- Opera House (1988, Sadler's Wells) : Tattersalls Gold Cup, Coronation Cup, Eclipse Stakes, King George VI and Queen Elizabeth Stakes, 3e Prix de l'Arc de Triomphe. Cheval d'âge de l'année en Europe (1993).
- Kayf Tara
- Spinning the Yarn (1996, Barathea). Mère de : 
  - Necklace (Moyglare Stud Stakes).
- Zee Zee Top (1999, Zafonic). : Middleton Stakes, Prix de l'Opéra. Mère de : 
  - Izzi Top (Pivotal) : Pretty Polly Stakes, Prix Jean Romanet, Middleton Stakes (Gr.2), 2e Prix de l'Opéra, 3e Oaks.
  - Jazzi Top (Danehill Dancer) : Prix de la Nonette, 2e Prix de l'Opéra.
  - Emaraaty (Dubawi) : Bernard Baruch Handicap (Gr.3)
- Galaxy Highflyer (2004, Galileo). Mère de : 
  - Oklahoma City (Oasis Dream) : 2e Beresford Stakes (Gr.2), Anglesey Stakes (Gr.3), Autumn Stakes (Gr.3).

Colorpsin est une sœur du solide Cezanne (par Adjal), vainqueur des Irish Champion Stakes, et de la classique Bella Colora (Bellypha), lauréate du Prix de l'Opéra et troisième des 1000 Guinées.

### Pedigree
| Origines de Kayf Tara (GB), mâle bai née en 1994 | Origines de Kayf Tara (GB), mâle bai née en 1994 | Origines de Kayf Tara (GB), mâle bai née en 1994 | Origines de Kayf Tara (GB), mâle bai née en 1994 |
| ------------------------------------------------ | ------------------------------------------------ | ------------------------------------------------ | ------------------------------------------------ |
| Père Sadler's Wells                              | Northern Dancer                                  | Nearco                                           | Nearco                                           |
| Père Sadler's Wells                              | Northern Dancer                                  | Nearco                                           | Lady Angela                                      |
| Père Sadler's Wells                              | Northern Dancer                                  | Natalma                                          | Native Dancer                                    |
| Père Sadler's Wells                              | Northern Dancer                                  | Natalma                                          | Almahmoud                                        |
| Père Sadler's Wells                              | Fairy Bridge                                     | Bold Reason                                      | Hail To Reason                                   |
| Père Sadler's Wells                              | Fairy Bridge                                     | Bold Reason                                      | Lalun                                            |
| Père Sadler's Wells                              | Fairy Bridge                                     | Special                                          | Forli                                            |
| Père Sadler's Wells                              | Fairy Bridge                                     | Special                                          | Thong                                            |
| Mère Colorspin                                   | High Top                                         | Derring-Do                                       | Darius                                           |
| Mère Colorspin                                   | High Top                                         | Derring-Do                                       | Sipsey Bridge                                    |
| Mère Colorspin                                   | High Top                                         | Camenae                                          | Vimy                                             |
| Mère Colorspin                                   | High Top                                         | Camenae                                          | Madrilene                                        |
| Mère Colorspin                                   | Reprocolor                                       | Jimmy Reppin                                     | Midsummer Night                                  |
| Mère Colorspin                                   | Reprocolor                                       | Jimmy Reppin                                     | Sweet Molly                                      |
| Mère Colorspin                                   | Reprocolor                                       | Blue Queen                                       | Majority Blue                                    |
| Mère Colorspin                                   | Reprocolor                                       | Blue Queen                                       | Hill Queen (famille 13-e)                        |